# 100000 Astronautica
A 100000 Astronautica (ideiglenes jelöléssel 1982 SH1) egy kisbolygó a Naprendszerben. James B. Gibson fedezte fel 1982. szeptember 28-án.